# Marijke van Hemeldonck
Maria J. H. van Hemeldonck, detta Marijke (Hove, 23 dicembre 1931), è una politica e attivista belga, membro del Partito Socialista ed europarlamentare dal 1982 al 1994.

## Biografia

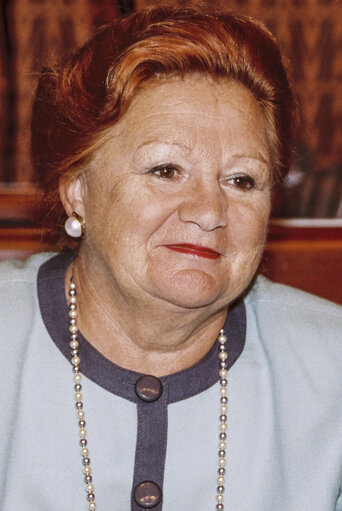
Marijke van Hemeldonck nel 1993

Nata a Hove, prima di quattro figli, Marijke van Hemeldonck studiò giornalismo all'Université libre de Bruxelles e si laureò nel 1953, per poi intraprendere il mestiere di insegnante ad Anversa.
Trovò successivamente impiego presso la Federazione Generale del Lavoro Belga, dove divenne presidente della commissione femminile. Entrata a far parte del Partito Socialista, scrisse inoltre per la rivista Links, un periodico di stampo marxista che cercava di promuovere il socialismo nelle Fiandre. Marijke van Hemeldonck collaborò con la rivista dal 1958 al 1987.
All'interno del partito, Marijke van Hemeldonck fu portavoce delle istanze femministe insieme a Lydia Deveen. Una delle sue fonti di ispirazione fu la pioniera Isabelle Blume. I primi articoli scritti da Marijke su Links trattarono il tema degli stereotipi di genere veicolati dai media.
A partire dal 1966, fu impegnata in un comitato che difendeva il diritto delle donne alla parità salariale; con questo movimento, organizzò scioperi e manifestazioni pubbliche a sostegno delle tematiche di genere. Fu inoltre impegnata come attivista a favore dell'aborto.
Negli anni settanta fu consigliera presso il Ministero dell'Istruzione e il Ministero del Lavoro, nonché relatrice per l'OCSE e membro della Commissione delle Nazioni Unite sullo status delle donne in rappresentanza del Belgio.
Candidatasi al Parlamento europeo in occasione delle europee del 1979, non risultò inizialmente eletta, ma nel 1982 subentrò a Marcel Colla divenendo eurodeputata. Fu poi rieletta anche in occasione delle europee del 1984 e di quelle del 1989. Fu membro della commissione per i diritti della donna, della commissione per i problemi economici e monetari e la politica industriale e della commissione per lo sviluppo e la cooperazione.
Anche in seguito al termine della sua carriera da eurodeputata, Marijke van Hemeldonck continuò a scrivere pubblicamente a favore delle cause femministe.